# Марденборо, Янн
Янн Марденборо (англ. Jann Mardenborough; род. 9 сентября 1991, Дарлингтон, Дарем) — британский автогонщик. Выступал в серии GP3 в 2014 и 2015.

## Карьера
В отличие от многих автогонщиков, Марденборо не имеет большого послужного списка в картинге. Хотя он участвовал в гонках с восьми до одиннадцати лет на картодроме в Кардиффе, где вырос, после закрытия трассы у его семьи не хватило финансовых средств для продолжения увлечения автоспортом.
В 2011 году принял участие в GT Academy — конкурсе, проводимом компаниями Nissan и Sony, в котором с помощью виртуальных гонок на PlayStation определялся победитель, получивший шанс попасть в профессиональный автоспорт. Марденборо обошел 90 000 участников и в качестве награды за титул был заявлен компанией Nissan на участие в гонке «24 часах Дубая». Он занял третье место в своём классе. В 2012 году Марденборо получил место в кокпите GT3 в Британском чемпионате GT. Вместе с Алексом Банкомбом он выиграл одну гонку и занял шестое место в зачете GT3. Он также принял участие в четырёх гонках Blancpain Endurance Series.
В 2013 году компания Nissan решила привлечь Марденборо к участию в гонках формульного типа. Сначала он принял участие в сезоне Toyota Racing Series в Новой Зеландии. Он закончил сезон на десятом месте. Затем Марденборо был приглашен в команду Carlin для участия в Чемпионате Европы Формулы 3 2013 г. Он четыре раза финишировал в очках, а по итогам сезона стал худшим гонщиком Carlin, заняв 21-е место. Кроме того, Марденборо выступал за Carlin в чемпионате Британская Формула-3 2013 года. В этом чемпионате он занял шестое место, а его лучшим результатом стало второе место. Помимо участия в гонках «Формулы», Марденборо в 2013 г. принял участие в гонке «24 часа Ле-Мана» в рамках чемпионата мира по гонкам на выносливость FIA (WEC) в составе команды Greaves Motorsport. Вместе с Михаэлем Круммом и Лукасом Ордоньесом он занял девятое и третье места (после дисквалификации команды G-Drive Racing) в классе LMP2. В 2013 году Марденборо также вновь участвовал в гонках Blancpain Endurance Series и в двух заездах поднимался на подиум в своём классе.
В начале 2014 года Марденборо вновь принял участие в Toyota Racing Series, выступая за команду Giles Motorsport. Выиграл три гонки и в общей сложности семь раз финишировал на подиуме. Набрав 782 очка против 790, по итогам сезона он занял второе место, уступив Эндрю Тангу. Затем он получил место в команде Arden International на сезон серии GP3. Марденборо выиграл одну гонку и занял девятое место в общем зачете как лучший пилот команды. Кроме того, он снова выступал за команду OAK Racing в «24 часах Ле-Мана» и провёл по одной гонке в Объединённом чемпионате спортивных автомобилей (USCC) и Британском чемпионате GT. В 2015 году Марденборо перешёл в команду Carlin в рамках серии GP3. Занял девятое место в общем зачёте, показав два третьих места как свои лучшие результаты. Когда на соревнованиях серии GP2 в 2015 г. в Carlin образовался свободный кокпит, Марденборо был заявлен в серию GP2 вместо серии GP3. Кроме того, он пропустил финальный гоночный уик-энд серии GP3. Кроме того, Марденборо был предложен заводской кокпит в команде Nissan Motorsports для участия в чемпионате мира по гонкам на выносливость FIA 2015 г. Команда не участвовала в серии до третьей гонки «24 часа Ле-Мана» и впоследствии снялась с чемпионата. Марденборо также участвовал в гонках чемпионата VLN Endurance Championship Nürburgring 2015 года. На участке трассы Flugplatz его автомобиль потерял управление и вылетел с трассы ударившись в холм, на котором было несколько зрителей. В результате один человек погиб и ещё двое получили травмы. Сам Марденборо почти не пострадал.
С 2017 года Марденборо выступал за команду Toyota в японской серии Super Formula. В 2017 и 2018 годах также выступал за команду Impul в Super GT. В 2019 году он выступал за команду Kondō Racing.

## Экранизация
Летом 2023 года вышел спортивный фильм «Гран Туризмо» режиссёра Нила Бломкампа и сценаристов Джейсона Холла и Зака Бейлина, основанный на одноимённой серии видеоигр компании PlayStation Studios, и являющийся полубиографической картиной Янна Марденборо, так как сюжет вдохновлён его личной историей и частично основан на реальных событиях. Главную роль Янна исполнил Арчи Мадекве. Сам же Янн выступил в качестве каскадёра и дублировал Арчи в гонках.